# Внуковський Григорій Іванович
Внуко́вський Григо́рій Іва́нович (справжнє прізвище — Внуче́нко, 1879, Полтавщина — після 1927 (?)) — український оперний і концертний співак (тенор). Відомий за виступами в Київській опері. Був учасником багатьох вистав Театру Миколи Садовського.

## Життєпис
Закінчив музично-драматичну школу С. Блуменфельда в Києві (1895—1898, клас Катерини Массіні). Пізніше брав приватні уроки у Катерини Массіні.
Артистичну діяльність розпочав у 1890-х роках у хорі Миколи Лисенка в Києві.
1899—1900 — артист музично-драматичної трупи О. Суслова.
1901—1907 — соліст оперних театрів Казані, Санкт-Петербурга (театр «Нова опера» під керівництвом Олексія Акакійовича Церетелі, 1905), Тбілісі, Харкова.
1907—1923 — соліст Київської опери, де виконував переважно характерні партії. 1918 року співав партію Дяка («Черевички» П. Чайковського) у першій українській постановці на сцені Київської опери.
У репертуарі Г. Внуковського — романси Миколи Лисенка (серед яких — «По діброві вітер віє», «Удосвіта встав я»).
1903 року брав участь у відкритті пам'ятника І. Котляревському в Полтаві, де виконував кілька народних пісень та романсів українських композиторів, зокрема вперше виконав сольну партію тенора в кантаті Миколи Лисенка «На вічну пам'ять Котляревському».
1907—1914 — брав участь у концертах «Бояна», «Просвіти», «Українського клубу», у Шевченківських концертах.
Був учасником багатьох вистав Театру Миколи Садовського.
З 1926 співав у хорі Київської опери.
Після 1927 року подальша доля невідома.

## Партії
- Андрій Безверхий («Катерина» М. Аркаса, 1899) — серед перших виконавців
- Перший виконавець соло тенора в кантаті «На вічну пам'ять І. Котляревському» М. Лисенка (Полтава, 1903)
- Іван Сілич Трубежской («Каширська давнина» М. Іванова, 1905) — перший виконавець
- 3-й ферраш («Чорний тюрбан» Е. Еспозіто, 1912) — перший виконавець
- Шкільний вчитель, Дяк («Черевички» П. Чайковського, українською мовою, 1918)